# ДНК-компьютер
ДНК-компьютер — вычислительная система, использующая кодирование данных последовательностями молекул ДНК и применяющая к ним технологии молекулярной биологии для выполнения вычислительных операций.

## История
В 1994 году Леонард Адлеман, профессор университета Южной Калифорнии, продемонстрировал, что с помощью пробирки с ДНК можно весьма эффективно решать классическую комбинаторную «задачу о коммивояжере» (кратчайший маршрут обхода вершин графа). Классические компьютерные архитектуры требуют множества вычислений с опробованием каждого варианта.
Метод ДНК позволяет сразу сгенерировать все возможные варианты решений с помощью известных биохимических реакций. Затем возможно быстро отфильтровать именно ту молекулу-нить, в которой закодирован нужный ответ.
Проблемы, возникающие при этом:
1. Требуется чрезвычайно трудоёмкая серия реакций, проводимых под тщательным наблюдением.
2. Существует проблема масштабирования задачи.

Биокомпьютер Адлемана отыскивал оптимальный маршрут обхода для 7 вершин графа. Но чем больше вершин графа, тем больше биокомпьютеру требуется ДНК-материала.
Было подсчитано, что при масштабировании методики Адлемана для решения задачи обхода не 7 пунктов, а около 200, масса количества ДНК, необходимого для представления всех возможных решений превысит массу нашей планеты.
В 2002 году исследователи из Института Вейцмана в Реховоте, Израиль, представили программируемую молекулярную вычислительную машину, состоящую из ферментов и молекул ДНК. 28 апреля 2004 года, Эхуд Шапиро, Яаков Бененсона, Биньямин Гил, Ури Бен-Дор и Ривка Адар из Института Вейцмана сообщили в журнале «Nature» о создании ДНК-компьютера с модулем ввода-вывода данных.
В январе 2013 года исследователи смогли записать в ДНК-коде несколько фотографий JPEG, набор шекспировских сонетов и звуковой файл.
В марте 2013 года исследователи создали транскриптор (биологический транзистор).
В 2019 группой молекулярных биологов под руководством Чунлея Го из Рочестерского университета создали на основе ДНК вычислительную систему, способную извлекать квадратные корни из 10-битных чисел.

## Принцип работы
Нити ДНК имеют в своём составе четыре азотистых основания: цитозин, гуанин, аденин, тимин. Их последовательность кодирует информацию. С помощью ферментов эту информацию можно изменять: полимеразы достраивают цепочки ДНК, а нуклеазы их разрезают и укорачивают. Некоторые ферменты способны разрезать и соединять цепи ДНК в местах, указываемых другими ферментами — лигазами. Таким образом, ДНК-компьютеры могут хранить и обрабатывать информацию. Также, химические реакции на разных частях молекул проходят независимо, параллельно, что обеспечивает высокую скорость вычислений.

## Конечный биоавтомат Бененсона-Шапиро
Конечный биоавтомат Бененсона-Шапиро — технология многоцелевого ДНК-компьютера, разрабатываемая израильским профессором Эхудом Шапиро и Яаковом Бененсоном из Вейцмановского института.
Его основой являются уже известные свойства биомолекул, таких как ДНК и ферменты. Функционирование ДНК-компьютера сходно с функционированием теоретического устройства, известного в математике как «конечный автомат» или машина Тьюринга.